# Euploea ramsayi
Euploea ramsayi är en fjärilsart som beskrevs av Moore 1890. Euploea ramsayi ingår i släktet Euploea och familjen praktfjärilar. Inga underarter finns listade i Catalogue of Life.